# Viola lactea
Viola lactea är en violväxtart som beskrevs av James Edward Smith. Viola lactea ingår i släktet violer, och familjen violväxter. Inga underarter finns listade i Catalogue of Life.

## Bildgalleri

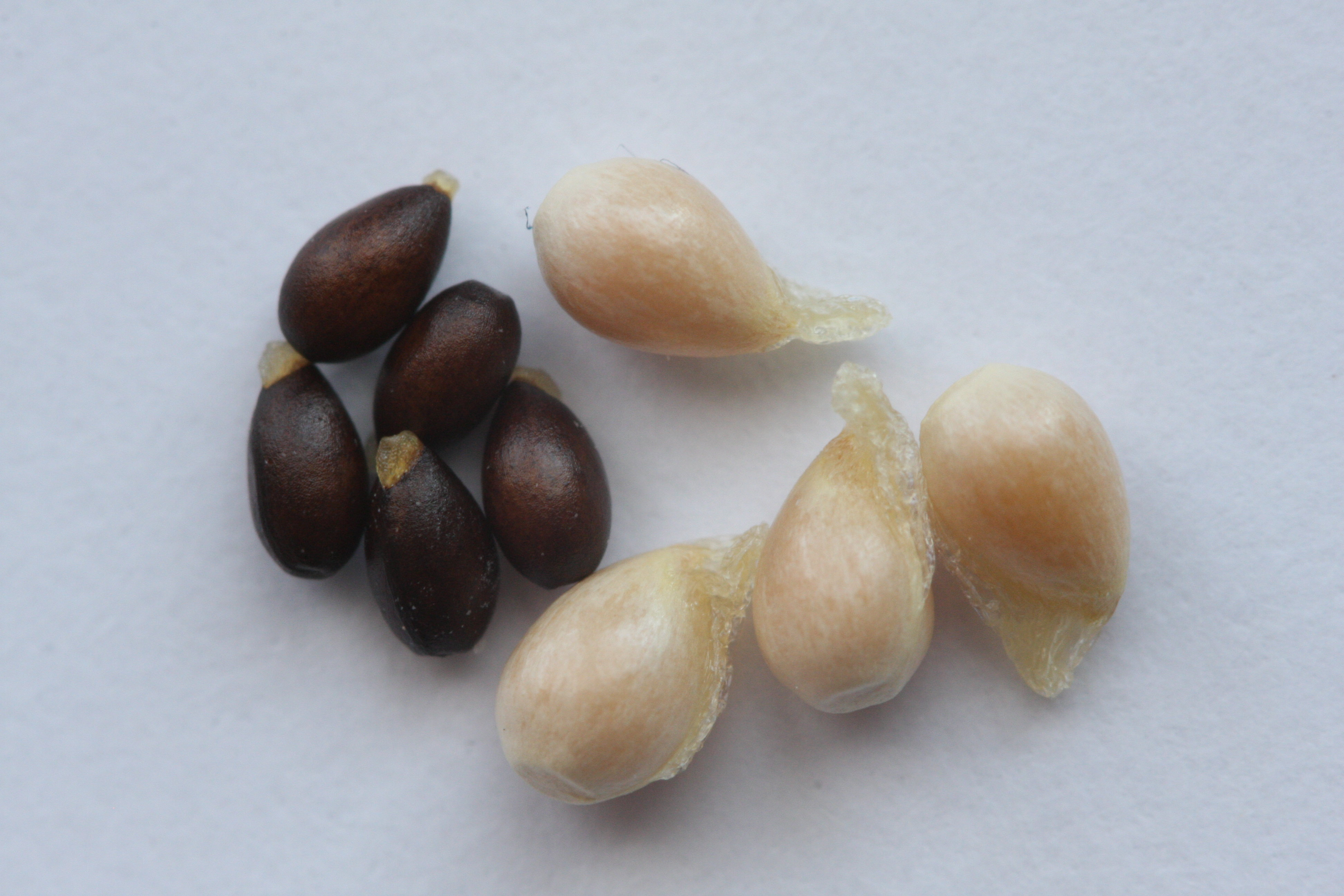